# Turista Magazin
 A Turista Magazin vagy Természetjáró Turista Magazin a magyarországi természetjárást népszerűsítő és ismeretterjesztő kiadvány, a Magyar Természetjáró Szövetség kiadásában. Nyomtatott és digitális formában jelenik meg, évente 10 alkalommal (a július–augusztusi és a december–januári magazin összevont), valamint napi szinten frissül és mutat be felkeresni érdemes célpontokat, túraleírásokat a magazin weblapja: www.turistamagazin.hu címen. Elsősorban Magyarország épített és természeti kincsei vannak a cikkek fókuszában, de gyakran mutatnak be kárpát-medencei célpontokat is.

## Az első természetjáró magazinok
Amikor felvetődött a szervezett turistaság gondolata, ezzel egy időben az igény is felmerült, hogy e közösség életének főbb mozzanatai, eseményei dokumentálva legyenek. Eleinte – mivel önálló turistasajtó még nem létezett – csak néhány folyóirat, köztük a Vasárnapi Újság hozott le időnként a turistasághoz kapcsolódó cikkeket.
Az első hivatalosan szervezett hazai turistaalakulat a Magyarországi Kárpátegylet volt (1885-től a trianoni döntésig Magyarországi Kárpátegyesület), amely 1873. augusztus 10-én alakult meg Tátrafüreden. Már az alakuló közgyűlésükön kimondták, hogy működésükről évente egy-egy évkönyvben számolnak majd be, és ehhez tartva magukat 1874-ben ki is adták az elsőt, viszont „az évkönyvrendszer a fejlődő turistaszellem megnyilvánulásával járó igények kielégítésére egészségesnek nem bizonyulván, rövidebb időközökben megjelenő lapra volt a turistaközönségnek szüksége”. 

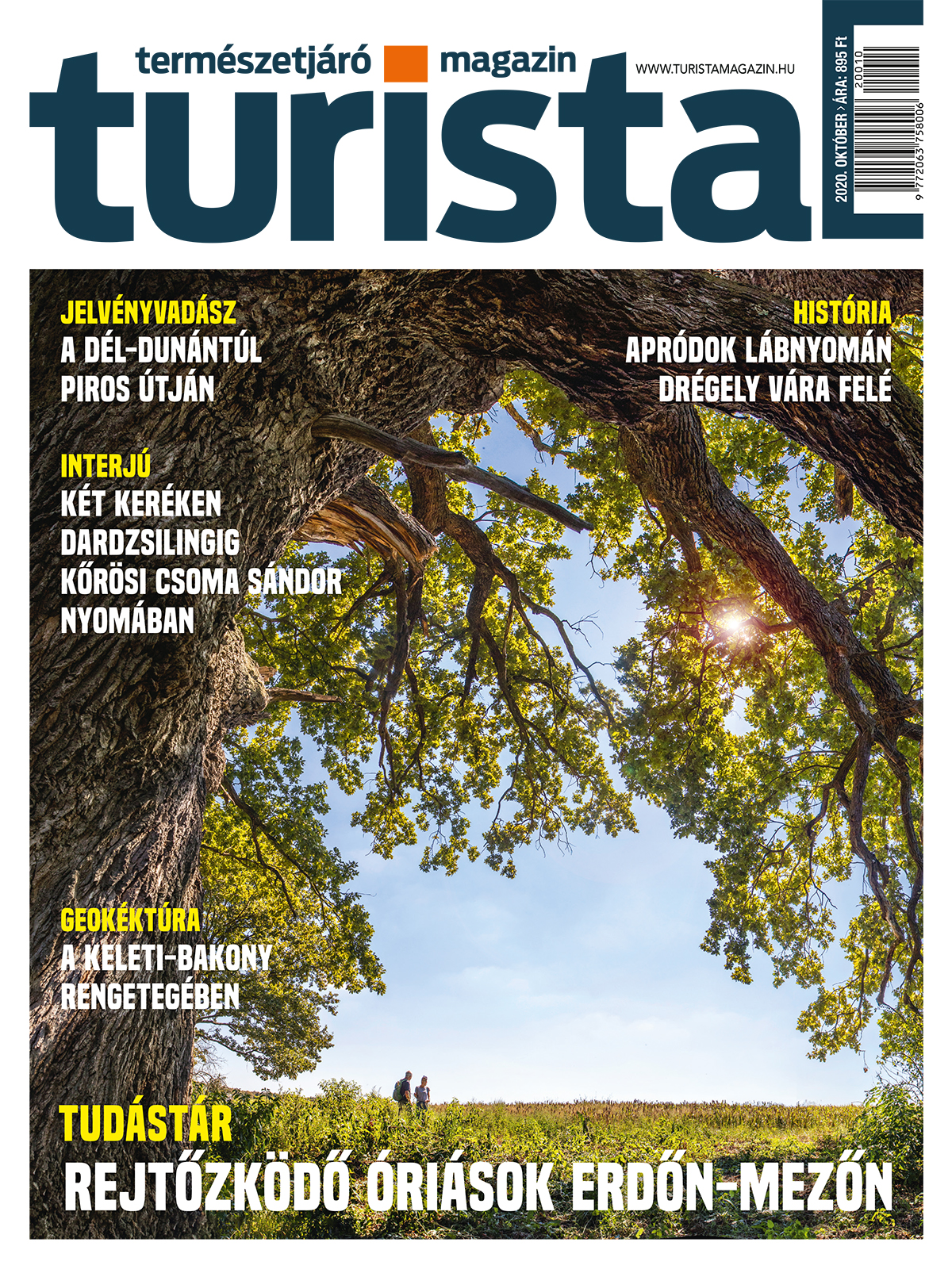
A Turista Magazin 2020-as októberi címlapja

A Magyarországi Kárpátegyesület (MKE) Budapesti Osztálya az 1888. december 28-án történt második megalakulásakor „működése egyik legfőbb tényezőjéül s eszközéül egy turistalap megindítását tekintette, amelynek hiánya hazánkban nagyon érezhető volt”. Az új választmány első ülésén eldöntötte, hogy „a turistaság és honismeret terjesztésére” kiad egy folyóiratot. Vállalkozásukat teljes siker koronázta.
A Turisták Lapja című folyóirat első száma dr. Téry Ödön és dr. Thirring Gusztáv szerkesztésében 1889 februárjának elején jelent meg, a tervezett 500 helyett „nagy merészen” 1200 példányban, nem is sejtve, hogy idővel ez is kevésnek fog bizonyulni. 1891. szeptember 29-én a Budapesti Osztály kivált az MKE-ből, és Magyar Turista Egyesület (MTE) néven önálló szervezetként folytatta a munkáját, így a Turisták Lapja kiadását is. A leghosszabb ideig azonos címen megjelent turista-folyóirat 56 évfolyamot ért meg, a 346. lapszámot 1944 decemberében adták ki.
A Turisták Lapja a többi egyesületre is nagy hatással volt. Sokan hivatalos lapjuknak tekintették, néhány egyesületnek pedig a későbbiekben saját lap kiadására is lehetősége nyílt.
1892-től az Erdélyi Kárpát-Egyesület kiadásában megjelent az Erdély című folyóirat, 1894-től az MTE Tanítói Osztályának hivatalos lapja a Turista Közlöny, 1910-től a Budapesti Egyetemi Turista Egyesület fiatalos sajtóorgánuma a Turistaság és Alpinizmus, 1912-től pedig a Természetbarátok Turista Egyesülete kiadványa, a Természetbarát színesítette a turistalapok palettáját.
A háború után a polgári turistaszervezeteket érintő állami felszámolások az MTE további működésének is véget vetettek. 1945–46-ban semmilyen turistalap kiadása nem volt engedélyezve. A Természetbarát újság megjelenése 1947 és 1951 között folytatódhatott.
A hazai turistalap-kiadás ettől kezdve teljesen állami kézbe került. 1948-tól megjelent a Sport és Testnevelés, a Magyar Népköztársaság Minisztertanácsa mellett működő Országos Testnevelési és Sportbizottság havi folyóirata. Ez a lap ugyanakkor csak nagyon kevés turistatémájú cikket hozott le az oldalain. Ugyanez a szervezet adta ki 1955 áprilisától a Természetjárás című folyóiratot, amely – az 1956–57-es szüneteltetését követően – 1960 júniusáig ezen a címen került a turisták kezébe.

## Megszületik a Turista Magazin elnevezés

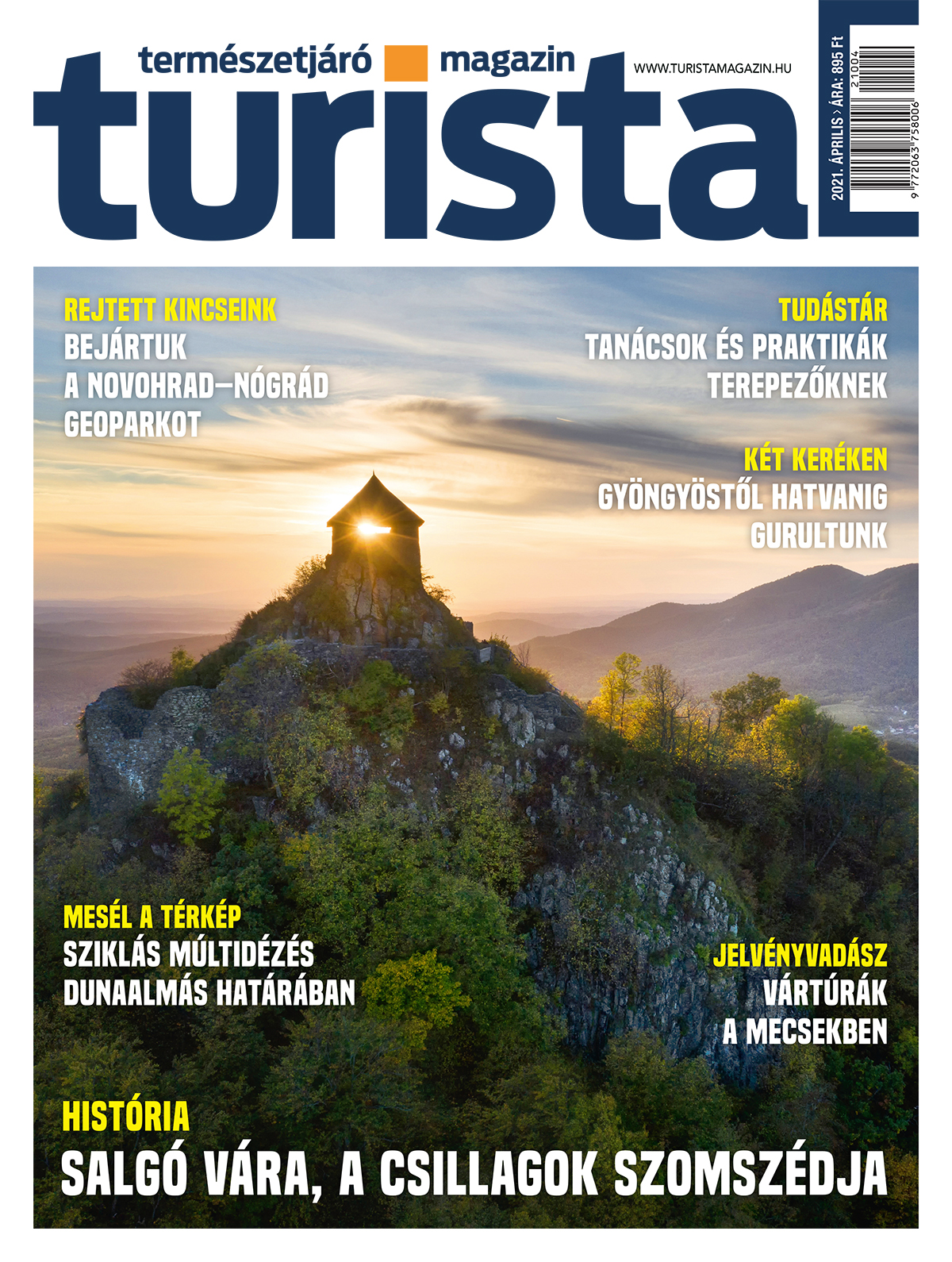
A Turista Magazin 2021-es áprilisi címlapja

1960 júliusától Turista címen (folyamatos évfolyam- és lapszámozással) adták ki a lapot. 1971-ben újabb névváltozás következett, s megszületett a mai név: Turista Magazin.
A folyóirat kiadását 1999 júliusában megszüntették, 2000-ben egyetlen lapszám sem jelent meg, majd 2001 júliusában a Timp Kft. – a magazin kiadási jogát az államtól megszerezve – 112. évfolyamként újraindította a Turista Magazint. 2003-ban újabb változás következett, a Kornétás Kiadó szerezte meg a Turista Magazin kiadásának jogát. A kiadó 2004 végén (115. évfolyam) megszüntette a Turista Magazint, és – a még 2001 októberében Mount Everest címmel indított folyóiratával egybeolvasztva azt – Hegyisport és Turista Magazin (HTM) adott ki egy új újságot.
A helyzet 2009-ben ismét megváltozott, a HTM önálló magazin lett, a Turista Magazin pedig (ezzel a névvel) újra kiadásra került. Fejlécébe bekerült a Magyar Természetbarát Szövetségre utaló „Természetbarát” szó, noha a magazint továbbra is a Kornétás Kiadó adta ki.
2012-ben a Magyar Természetjáró Szövetség (MTSZ) újjáalakításakor a lap élete is nyugvópontra jutott. 2012 júliusától Természetjáró Turista Magazin címen jelenik meg az MTSZ gondozásában.
A magazin évfolyamszámozása egészen különös, már-már rejtélyesnek tűnő történet, ugyanis a sok tulajdonosváltás és névváltoztatás miatt esetenként újraindult a számozás, máskor folytatólagosan haladt, a Magyar Természetjáró Szövetség ezért az évfolyam-megjelölés mellőzése mellett döntött.